# Riksväg 52
De Zweedse rijksweg 52 is gelegen in de provincies Södermanlands län en Örebro län en is circa 130 kilometer lang.

## Plaatsen langs de weg
- Nyköping
- Stigtomta
- Vrena
- Bettna
- Forssjö
- Katrineholm
- Baggetorp
- Vingåker
- Hampetorp
- Odensbacken
- Askersby
- Sköllersta
- Hällabrottet
- Sannahed
- Kumla
- Hallsberg
- Åbytorp

## Knooppunten
- E4 en Riksväg 53 bij Nyköping (begin)
- Länsväg 221 bij Bettna
- Länsväg 216
- Riksväg 55/Riksväg 56 bij Katrineholm
- Riksväg 57 in Katrineholm
- Länsväg 214
- Länsväg 207 bij Odensbacken
- Riksväg 51: gezamenlijk tracé over 2 kilometer, bij Sköllersta
- E20/Riksväg 50 bij Åbytorp / Hallsberg / Kumla (einde)

Europese wegen:
E4 · E6 · E10 · E12 · E14 · E16 · E18 · E20 · E22 · E45 · E65
Riksvägar:
9 · 11 · 13 · 15 · 17 · 19 · 21 · 23 · 24 · 25 · 26 · 27 · 28 · 29 · 30 · 31 · 32 · 34 · 35 · 37 · 40 · 41 · 42 · 44 · 46 · 47 · 49 · 50 · 51 · 52 · 53 · 55 · 56 · 57 · 61 · 62 · 63 · 66 · 68 · 69 · 70 · 72 · 73 · 75 · 76 · 77 · 83 · 84 · 86 · 87 · 90 · 92 · 94 · 95 · 97 · 98 · 99